# احمدپور سیال تحصیل
احمدپور سیال تحصیل (به انگلیسی: Ahmedpur Sial Tehsil) یک منطقهٔ مسکونی در پاکستان است که در پنجاب (پاکستان) واقع شده‌است.